# Keep It Together
"Keep It Together" är en låt framförd av den amerikanska popartisten Madonna. Det var den sjätte och sista singeln från hennes fjärde studioalbum  Like a Prayer och gavs ut den 30 januari 1990 i USA, Kanada och Japan. Låten skrevs och producerades av Madonna tillsammans med Stephen Bray.